# Hylephilacris magnicornis
Hylephilacris magnicornis är en insektsart som beskrevs av Marius Descamps 1978. Hylephilacris magnicornis ingår i släktet Hylephilacris och familjen Romaleidae. Inga underarter finns listade i Catalogue of Life.